# Krzysztof Bąk (piłkarz)
Krzysztof Bąk (ur. 22 czerwca 1982 w Warszawie) – polski piłkarz grający na pozycji obrońcy.

## Kariera

### Polonia Warszawa
Krzysztof Bąk piłkarską karierę rozpoczynał w zespole rezerw Polonii Warszawa. Wiosną sezonu 2002/2003 został włączony do pierwszego składu stołecznego zespołu. 21 maja 2003 roku zadebiutował w pierwszej lidze w przegranym 0:3 spotkaniu z Wisłą Kraków. Do końca rozgrywek wystąpił jeszcze w trzech innych meczach, w tym pojedynku Pucharu Intertoto z Tobyłem Kostanaj.
W kolejnych trzech sezonach coraz częściej i regularniej pojawiał się na boisku. Po spadku Polonii do drugiej ligi, Bąk stał się podstawowym graczem swojego zespołu. W sezonie 2006/2007 wystąpił w 28 meczach, a w następnym w 31. W rozgrywkach 2008/2009 stołeczny klub zajął w Ekstraklasie miejsce Dyskobolii Grodzisk Wielkopolski, zaś Bąk stracił miejsce w pierwszej jedenastce.

### Lechia Gdańsk
W styczniu 2009 roku podpisał trzyletnią umowę z Lechią Gdańsk. W barwach tego klubu w ciągu 5 sezonów rozegrał 106 spotkań ligowych oraz strzelił 4 bramki.

### Bytovia Bytów
W 2014 roku podpisał kontrakt z beniaminkiem I ligi - Drutex Bytovią Bytów.

## Statystyki klubowe
Aktualne na 27 listopada 2017:
| Klub               | Sezon              | Liga               | Liga  | Liga   | Puchar kraju | Puchar kraju | Europa | Europa | Inne  | Inne   | Suma  | Suma   |
| Klub               | Sezon              | Liga               | Mecze | Bramki | Mecze        | Bramki       | Mecze  | Bramki | Mecze | Bramki | Mecze | Bramki |
| ------------------ | ------------------ | ------------------ | ----- | ------ | ------------ | ------------ | ------ | ------ | ----- | ------ | ----- | ------ |
| Polonia Warszawa   | 2002/2003 w        | Ekstraklasa        | 3     | 0      | 0            | 0            | –      | –      | –     | –      | 3     | 0      |
| Polonia Warszawa   | 2003/2004          | Ekstraklasa        | 14    | 2      | 2            | 0            | 1      | 0      | –     | –      | 17    | 2      |
| Polonia Warszawa   | 2004/2005          | Ekstraklasa        | 18    | 0      | 6            | 0            | –      | –      | –     | –      | 24    | 0      |
| Polonia Warszawa   | 2005/2006          | Ekstraklasa        | 19    | 1      | 4            | 0            | –      | –      | –     | –      | 23    | 1      |
| Polonia Warszawa   | 2006/2007          | II liga            | 28    | 2      | 1            | 0            | –      | –      | –     | –      | 29    | 2      |
| Polonia Warszawa   | 2007/2008          | II liga            | 31    | 2      | 3            | 0            | –      | –      | –     | –      | 34    | 2      |
| Polonia Warszawa   | 2008/2009 j        | Ekstraklasa        | 6     | 0      | 1            | 0            | –      | –      | 6     | 0      | 13    | 0      |
| Polonia Warszawa   | Ogólnie            | Ogólnie            | 119   | 7      | 17           | 0            | 1      | 0      | 6     | 0      | 143   | 7      |
| Lechia Gdańsk      | 2008/2009 w        | Ekstraklasa        | 13    | 1      | 0            | 0            | –      | –      | –     | –      | 13    | 1      |
| Lechia Gdańsk      | 2009/2010          | Ekstraklasa        | 24    | 2      | 5            | 0            | –      | –      | –     | –      | 29    | 2      |
| Lechia Gdańsk      | 2010/2011          | Ekstraklasa        | 29    | 1      | 6            | 0            | –      | –      | –     | –      | 35    | 1      |
| Lechia Gdańsk      | 2011/2012          | Ekstraklasa        | 15    | 0      | 1            | 0            | –      | –      | –     | –      | 16    | 0      |
| Lechia Gdańsk      | 2012/2013          | Ekstraklasa        | 17    | 0      | 1            | 0            | –      | –      | –     | –      | 18    | 0      |
| Lechia Gdańsk      | 2013/2014          | Ekstraklasa        | 8     | 0      | 1            | 0            | –      | –      | –     | –      | 9     | 0      |
| Lechia Gdańsk      | Ogólnie            | Ogólnie            | 106   | 4      | 14           | 0            | 0      | 0      | 0     | 0      | 120   | 4      |
| Bytovia Bytów      | 2014/2015          | I liga             | 25    | 1      | 1            | 0            | –      | –      | –     | –      | 26    | 1      |
| Bytovia Bytów      | 2015/2016          | I liga             | 28    | 2      | 3            | 0            | –      | –      | –     | –      | 31    | 2      |
| Bytovia Bytów      | 2016/2017          | I liga             | 21    | 1      | 4            | 0            | –      | –      | 2     | 0      | 27    | 1      |
| Bytovia Bytów      | 2017/2018          | I liga             | 4     | 0      | 2            | 0            | –      | –      | –     | –      | 6     | 0      |
| Bytovia Bytów      | Ogólnie            | Ogólnie            | 78    | 4      | 10           | 0            | 0      | 0      | 2     | 0      | 90    | 4      |
| Ogólnie w karierze | Ogólnie w karierze | Ogólnie w karierze | 303   | 15     | 41           | 0            | 1      | 0      | 8     | 0      | 353   | 15     |